# Aleksan Cetinkaya
Aleksan Cetinkaya (türk.: Aleksan Çetinkaya; * 26. August 1980 in Hamburg) ist ein deutsch-türkischer Schauspieler.

## Leben
Cetinkaya absolvierte von 2014 bis 2016 einen Schauspielworkshop in Los Angeles. Ab 2014 war er in der Pseudo-Doku-Soap Verdachtsfälle Spezial als Kriminalhauptkommissar Deniz Kilic zu sehen. Es folgten diverse Nebenrollen im deutschen Fernsehen, darunter 2017 ein Auftritt in Tatort: Dunkle Zeit. 2021 begann er eine Schauspielausbildung an der Schule für Schauspiel Hamburg, die er im Herbst 2024 abschloss.

## Filmografie (Auswahl)
- 2017: Tatort: Dunkle Zeit
- 2019: Auf einmal war es Liebe
- 2020: Der Liebhaber meiner Frau
- 2020: Gute Zeiten, schlechte Zeiten
- 2022: Tatort: Tyrannenmord